# Hyun Young-min
Hyun Young-min (* 25. Dezember 1979 in Gurye) ist ein ehemaliger südkoreanischer Fußballspieler und heutiger Trainer.

## Karriere

### Spieler

#### Klub
Nach seiner Schulmannschaft und seiner Zeit in der Mannschaft der Konkuk University wechselte Hyun Anfang 2002 in den Kader von Ulsan Hyundai, wo er vier Jahre lang aktiv war. Anfang 2006 wechselte er nach Russland zu Zenit St. Petersburg. Zum nächsten Jahr wechselte er wieder zurück zu Ulsan Hyundai, wo er mit seiner Mannschaft in der Saison 2007 auch den Ligapokal gewann. Ab 2010 ging es für ihn dann beim FC Seoul weiter, wo er noch ein weiteres Mal den Ligapokal gewann sowie zwei Mal Meister wurde. Weiter ging es dann im März 2013 zum Seongnam FC sowie Anfang 2014 zu den Jeonnam Dragons, hier war er noch bis zum Ende der Saison 2017 Teil des Kaders und beendete danach seine Karriere.

#### Nationalmannschaft
Sein erstes bekanntes Spiel für die südkoreanische Nationalmannschaft war am 8. November 2001 bei einer 0:1-Freundschaftsspielniederlage gegen den Senegal. Sein erstes Turnier war dann nach einem weiteren Freundschaftsspiel im Jahr 2001 der Gold Cup 2002, bei dem er in zwei Spielen eingesetzt wurde. Bei der Weltmeisterschaft 2002 war er dann auch Teil des Kaders, bekam hier aber keinen Einsatz. Nach dem Turnier kam er noch einmal in weiteren Freundschafts- als auch Qualifikationsspielen zur Asienmeisterschaft 2004 zum Einsatz. Bei letzterer war er nach erfolgter Qualifikation dann auch Teil des Kaders seiner Nationalmannschaft. In der Endrunde kam er bei dem ersten Gruppenspiele seiner Mannschaft, einem 0:0 gegen Jordanien, ein letztes Mal zum Einsatz. Danach endete seine Karriere im Nationaldress.

### Trainer
Seit Mitte Januar 2022 ist er U-18 Trainer bei Ulsan Hyundai.